# Legousia hybrida
Specchio di Venere ondulato (nome scientifico Legousia hybrida (L.) Delarbre, 1800) è una pianta erbacea dai fiori violaceo-rosei a forma di piccola campanula appartenente alla famiglia delle Campanulaceae.

## Etimologia
Il nome generico (legousia) è stato dato in onore all'aristocratico di Digione Bénigne Le Gouz detto "Le Gouz de Gerland" (1695-1774) notabile, filantropo, accademico e fondatore del Giardino Botanico Blunderbuss, mentre L'epiteto specifico (hybrida) deriva dal latino "hybridus" e significa ibrida, mista, bastarda o meticcia.
Il binomio scientifico di questa pianta inizialmente era Campanula hybrida, proposto dal botanico Carl von Linné (1707 – 1778) biologo e scrittore svedese, considerato il padre della moderna classificazione scientifica degli organismi viventi, nella pubblicazione "Species Plantarum - 168. 1753" del 1753, modificato successivamente in quello attualmente accettato Legousia hybrida proposto dal botanico e geologo francese Antoine Delarbre  (1724-1813) nella pubblicazione "Flore d'Auvergne; ou, Recueil des plantes de cette ci-devant province. Clermont-Ferrand. - ed. 2, 47. 1800" del 1800.

## Descrizione

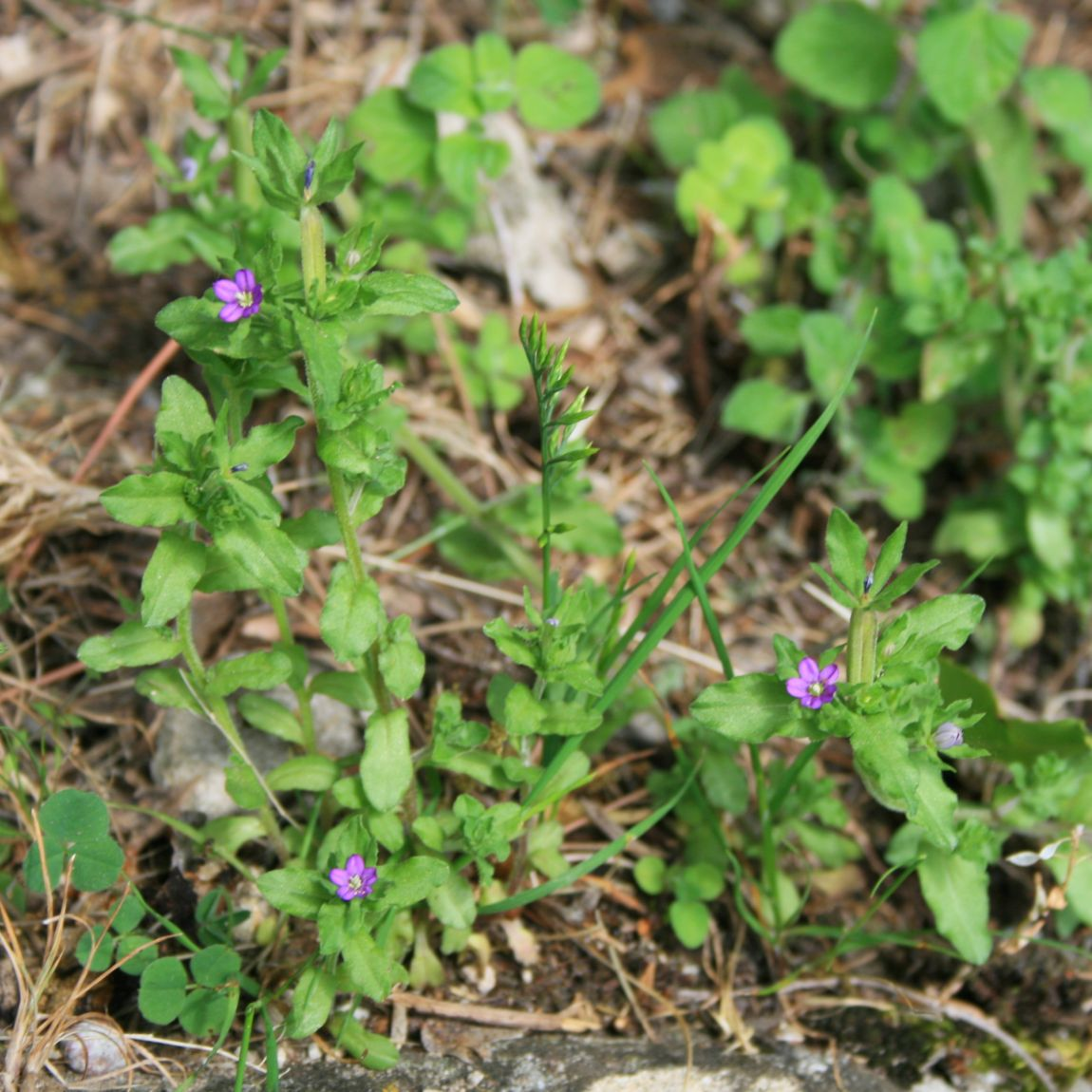
Il portamento

Queste piante possono arrivare fino ad una altezza di 10 – 25 cm. La forma biologica è terofita scaposa (T scap), ossia in generale sono piante erbacee che differiscono dalle altre forme biologiche poiché, essendo annuali, superano la stagione avversa sotto forma di seme e sono munite di asse fiorale eretto e spesso privo di foglie.

### Radici
Le radici sono secondarie.

### Fusto
La parte aerea del fusto è eretta, ascendente o prostrata; in genere è ramosa.

### Foglie

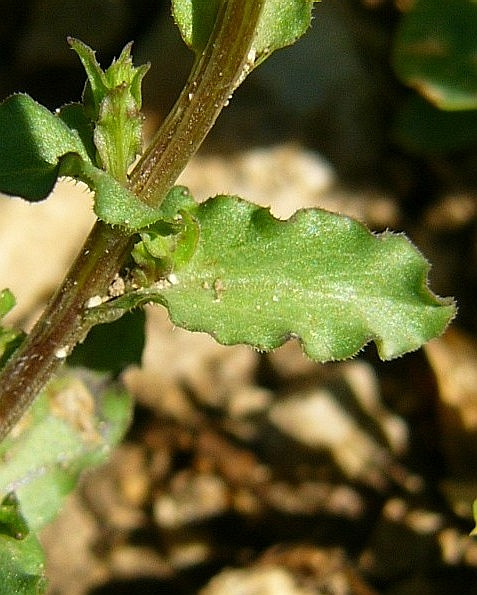
Le foglie con bordi ondulati

Le foglie inferiori hanno delle forme oblanceolato-spatolate; le foglie superiori sono più o meno lanceolate. Tutte le foglie hanno un portamento patente con i bordi vistosamente ondulati e sono lisce. Dimensioni delle foglie: larghezza 5 – 10 mm; lunghezza 14 – 30 mm.

### Infiorescenza

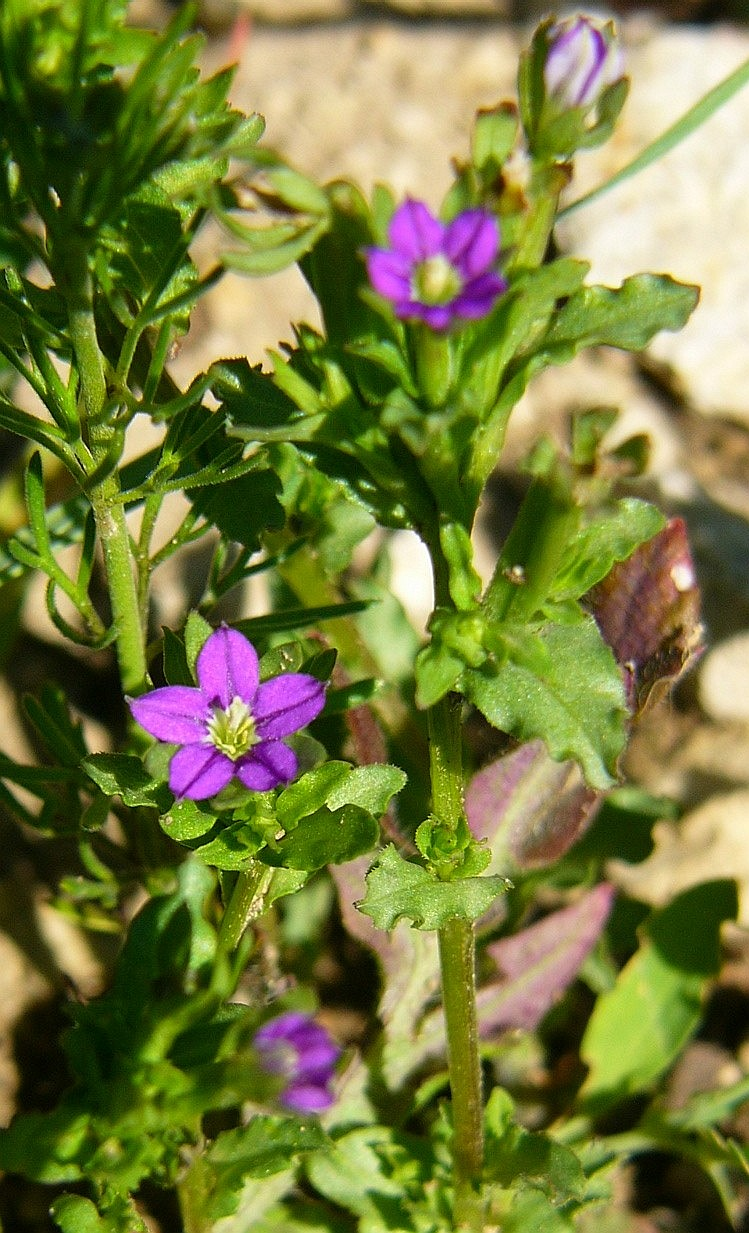
Infiorescenza

Le infiorescenze sono formate da alcuni fiori, brevemente peduncolati, raccolti in forma di spiga.

### Fiori
I fiori sono tetra-ciclici, ossia sono presenti 4 verticilli: calice – corolla – androceo – gineceo (in questo caso il perianzio è ben distinto tra calice e corolla) e pentameri (ogni verticillo ha 5 elementi). I fiori sono gamopetali, ermafroditi e attinomorfi. Dimensione dei fiori: 6 – 15 mm.
- Formula fiorale: per questa pianta viene indicata la seguente formula fiorale:

K (5), C (5), A (5), G (2-5), infero, capsula
- Calice: il calice è un tubo lungo circa 8 – 12 mm con denti ovalo-lanceolati lunghi la metà del tubo (1,5 - 3 volte più lunghi che larghi).
- Corolla: la corolla campanulata è gamopetala a 5 divisioni o lobi triangolari; il colore è roseo-violaceo; i lobi della corolla sono più brevi dei denti calicini (circa la metà).
- Androceo: gli stami sono 5 con antere libere (ossia saldate solamente alla base), più lunghe dei filamenti i quali sono sottili ma membranosi alla base. Il polline è 3-5-porato e spinuloso
- Gineceo: lo stilo è unico con 3 stigmi. L'ovario è infero, 3-loculare con placentazione assile (centrale), formato da 3 carpelli (ovario sincarpico). Lo stilo possiede dei peli per raccogliere il polline. Le aree stigmatiche sono filiformi.
- Fioritura: da aprile a giugno (luglio).

### Frutti
Il frutto consiste in una capsula prismatica e ristretta verso l'apice; la deiscenza è realizzata da tre valve poste nella parte alta e aprentesi dal basso verso l'alto. I semi sono minuti.

## Riproduzione
- Impollinazione: l'impollinazione avviene tramite insetti (impollinazione entomogama). In queste piante è presente un particolare meccanismo a "pistone": le antere formano un tubo nel quale viene rilasciato il polline raccolto successivamente dai peli dallo stilo che nel frattempo si accresce e porta il polline verso l'esterno.[10]
- Riproduzione: la fecondazione avviene fondamentalmente tramite l'impollinazione dei fiori (vedi sopra).
- Dispersione: i semi cadendo a terra (dopo essere stati trasportati per alcuni metri dal vento, essendo molto minuti e leggeri – disseminazione anemocora) sono successivamente dispersi soprattutto da insetti tipo formiche (disseminazione mirmecoria).

## Distribuzione e habitat

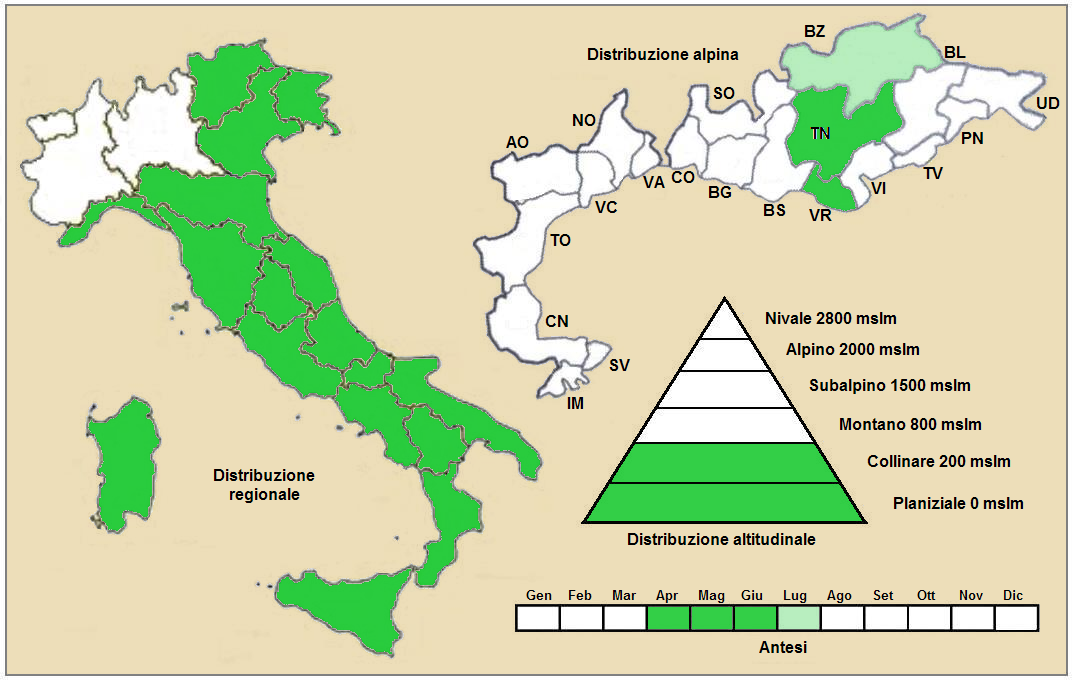
Distribuzione della pianta
(Distribuzione regionale – Distribuzione alpina)

- Geoelemento: il tipo corologico (area di origine) è Mediterraneo - Atlantico (Eurimediterraneo).
- Distribuzione: in Italia è comune ovunque (isole comprese), mentre è assente nel Nord-Ovest. Fuori dall'Italia, sempre nelle Alpi, questa specie si trova in Francia (dipartimenti di Alpes-de-Haute-Provence, Hautes-Alpes, Alpes-Maritimes, Drôme, Isère, Alta Savoia). Sugli altri rilievi europei collegati alle Alpi si trova nel Massiccio del Giura, Massiccio Centrale, Pirenei e Carpazi.[12] Nel resto dell'Europa si trova soprattutto nella parte mediterranea; è presente anche in Anatolia, Transcaucasia, Medio oriente, Libia e Marocco[13]
- Habitat: per questa pianta l'habitat tipico sono i campi di cereali, i pascoli e gli incolti; ma anche ambienti ruderali, le aree abbandonate, i sentieri e le scarpate. È una specie infestante. Il substrato preferito è calcareo ma anche calcareo/siliceo con pH neutro, medi valori nutrizionali del terreno che deve essere umido.[12]
- Distribuzione altitudinale: sui rilievi queste piante si possono trovare fino a 1000 m s.l.m. (in Sicilia si può trovare fino a 1900 m s.l.m.); frequentano quindi il seguente piano vegetazionale: collinare (oltre a quello planiziale – a livello del mare).

### Fitosociologia
Dal punto di vista fitosociologico Legousia hybrida appartiene alla seguente comunità vegetale:
Formazione : delle comunità terofiche pioniere nitrofile
Classe : Stellarietea mediae
Ordine : Papaveretalia rhoeadis

## Tassonomia
La famiglia di appartenenza della Legousia hybrida (Campanulaceae) è relativamente numerosa con 89 generi per oltre 2000 specie (sul territorio italiano si contano una dozzina di generi per un totale di circa 100 specie); comprende erbacee ma anche arbusti, distribuiti in tutto il mondo, ma soprattutto nelle zone temperate. Il genere di questa voce appartiene alla sottofamiglia Campanuloideae (una delle cinque sottofamiglie nella quale è stata suddivisa la famiglia Campanulaceae) comprendente circa 50 generi (Legousia è uno di questi). Il genere Legousia a sua volta comprende 6 specie (4 nella flora italiana) a distribuzione soprattutto mediterranea.

Il Sistema Cronquist assegna al genere Legousia la famiglia delle Campanulaceae e l'ordine delle Campanulales mentre la moderna classificazione APG la colloca nell'ordine delle Asterales (stessa famiglia). Sempre in base alla classificazione APG sono cambiati anche i livelli superiori (vedi tabella iniziale a destra).

Il basionimo per questa specie è: Campanula hybrida L., 1753

### Sinonimi
Questa entità ha avuto nel tempo diverse nomenclature. L'elenco seguente indica alcuni tra i sinonimi più frequenti:
- Campanula hybrida L.
- Campanula spuria  Pall. ex Schult.
- Legousia balearica  Sennen
- Legousia conferta  (Moench) Samp.
- Legousia parviflora  Gray
- Legousia speculum-veneris var. maroccana  Pau & Font Quer
- Pentagonia hybrida  (L.) Kuntze
- Prismatocarpus confertus  Moench
- Prismatocarpus hybridus  (L.) L'Hér.
- Specularia calycina  Lojac.
- Specularia conferta  (Moench) E.H.L.Krause
- Specularia hybrida  (L.) A.DC.
- Specularia parviflora  (Gray) St.Lag.

### Specie simili
Le quattro specie di Legousia presenti sul territorio italiano si distinguono per i seguenti caratteri:
- Legousia speculum-veneris (L.) Chaix - Specchio di Venere comune: l'infiorescenza è del tipo a pannocchia; i denti del calice sono molto volte più lunghi che larghi e sono lunghi quanto il tubo del calice; la corolla è lunga quanto i denti del calice.
- Legousia falcata (Ten.) Fritsch - Specchio di Venere minore: le foglie hanno la superficie liscia; l'infiorescenza è del tipo a spiga; i denti del calice sono molto più lunghi che larghi e sono lunghi quanto il tubo del calice; la corolla è lunga 1/3 dei denti del calice.
- Legousia castellana (Lange) Samp. - Specchio di Venere di Castiglia: le foglie hanno la superficie scabra; l'infiorescenza è del tipo a spiga; i denti del calice sono molto più lunghi che larghi e sono lunghi quanto il tubo del calice; la corolla è lunga quanto i denti del calice.
- Legousia hybrida (L.) Delarbre - Specchio di Venere ondulato: l'infiorescenza è del tipo a pannocchia; i denti del calice sono poco più lunghi che larghi e sono più brevi del tubo del calice; la corolla è lunga la metà dei denti del calice.

Nota: la Legousia castellana (Lange) Samp., chiamata anche L. scabra (Lowe) Gamisans, attualmente è considerata un sinonimo di Legousia falcata (Ten.) Fritsch ex Janch..

## Altre notizie
Il fiore specchio di Venere ondulato in altre lingue è chiamato nei seguenti modi:
- (DE)  Kleiner-Frauenspiegel
- (FR)  Legousie hybride
- (EN)  Venus's Looking-glass